# Glendale, Utah
Glendale är en ort i Kane County i delstaten Utah, USA.